# مقاطعة غرانت (داكوتا الجنوبية)
غرانت (بالإنجليزية: Grant)‏ هي إحدى مقاطعات ولاية داكوتا الجنوبية في الولايات المتحدة الأمريكية.